# Terrance Livingston Jr.
Terrance „T. C.“ Livingston Jr. ist ein US-amerikanischer Theater- und Filmschauspieler.

## Leben
Neben einen Master-Abschluss in Schauspiel hat Livingston Jr. einen Bachelor-Abschluss in Politikwissenschaften an der Norfolk State University erhalten. Er arbeitet an der Temple University. Er debütierte 2018 im Kurzfilm Just Noise als Filmschauspieler. Er mimte 2021 mit der Rolle des Christian ‚Pitt‘ eine von zwei Hauptrollen im Kurzfilm JoJo & Pitt. Im selben Jahr wirkte er im Kurzfilm Brigantine mit. 2022 stellte er die Rolle des Astronauten Liam im Mockbuster Shark Side of the Moon dar. Im selben Jahr hatte er die Rolle des Chris im Film Mother’s Deadly Son inne. 2023 folgte eine Episodenrolle in der Fernsehserie Eric Coker’s Good Poison.
Als Theaterdarsteller wirkte er unter anderem im Stück Henry V. mit.

## Filmografie (Auswahl)
- 2018: Just Noise (Kurzfilm)
- 2021: JoJo & Pitt (Kurzfilm)
- 2021: Brigantine (Kurzfilm)
- 2022: Shark Side of the Moon
- 2022: Mother’s Deadly Son
- 2023: Eric Coker’s Good Poison (Fernsehserie, Episode 1x05)

## Theater (Auswahl)
- 2017: The Wiz, Norfolk State University Theatre Company, Wells Theatre
- 2023: Henry V., Norfolk State University Theatre Company, Wells Theatre